# くずは丘コミュニティバス
くずは丘コミュニティバス（くずはおかコミュニティバス）は、京阪宇治交通が2004年に運行を開始したコミュニティバス路線で、京阪宇治交通の京阪バスへの合併を経て、2018年3月まで運行された。
大阪府枚方市のくずは地区に路線が設定されており、京阪バス男山営業所の管轄であった。

## 概要
枚方市が1987年（昭和62年）設置した市民の森（鏡伝池緑地）へのアクセスとして、またくずは丘の住宅地から樟葉駅のへのアクセスとして2004年（平成16年）に開設された路線である。
市民の森が開設されてからしばらくの間は、最寄の停留所から徒歩で相当の距離があった（みさき停留所から徒歩8分と案内されていた）ため、樟葉駅からのアクセスは格段によくなった。
経路番号は開設当初より4A系統（京阪バス合併後は男山4A号経路）と付けられていた。
京阪バスウェブサイトでは本系統を「コミュニティバス」としては扱われていたが、2015年1月の時点で紹介されなくなっていた。
2018年3月31日の運行を最後に廃止された。

## 沿革
- 2004年5月1日　開設
- 2018年4月1日 廃止

## 運行経路
（男山4A号経路）樟葉駅 - くずはモール - あさひ - みさき - くずは丘1丁目 - くずは丘2丁目 - 市民の森

## 車両
男山営業所に配備されている中型短尺車の三菱ふそう・エアロミディMJノンステップ2台 (N3019/N3020)、および小型車の日野・ポンチョII2台 (F-3197/F-3198) が充当されていた（いずれもくずは・男山循環コミュニティバスとの共通）。

## 運賃
大人210円・小児110円（男山地区特殊区間制・1区）で、スルッとKANSAIのプリペイドカード・京阪グループバスカード・京阪バス1dayチケットなど他の一般路線を同じカードが利用できる。2008年（平成20年）10月1日よりPiTaPaの使用が可能となった。

## 橋本延伸計画
本来、この路線は4号経路として野田を経由し京阪橋本まで延伸される予定であったが、沿線住民の反対などにより実現されなかった。車両にはN-3019/N-3020を含めて4号経路の幕が入っているが使用されていない（その他の車両は不明）。